# 塔本
塔本（？—1243年），别失八里畏兀儿（一说伊吾卢）人，蒙古帝国将领。
他的父亲是宋五设托陀，跟随巴而术·阿而忒·的斤归顺成吉思汗，从成吉思汗攻战。参与围攻金朝燕京、征辽西、下平州、滦州等城。受命镇抚白霫诸郡，号行省都元帅。后移治兴平（今河北省卢龙县）。召父老问所苦，注意减轻赋税、劳役，发展农业。使其安定。初至时止七百户，一二年间增至万户。1230年，将中山府和平定县、平原县归属他的行省。1234年镇压李仙、赵小哥领导的起义，1243年，病亡，后追赠太师、追封营国公，谥忠武。

## 延伸阅读
[在维基数据编辑]
 《元史·卷124》，出自宋濂《元史》
 《新元史/卷131》，出自柯劭忞《新元史》